# IZUSHI
株式会社IZUSHI（イズシ 英: IZUSHI Co.,Ltd.）は、京都府京都市に本社を置く機械工具の専門商社。

## 事業内容
切削工具、工作機械を中心とした生産財の企画・販売
その他製造現場で使用される設備の企画・販売
オリジナルブランド「i-TOOL」の企画・販売

## 沿革
- 1910年 - 本社所在地にて出石商店として創業
- 1925年 - 大阪支店を設置し、出石本店と改称
- 1928年 - 大阪市にベルト工場を設立し製造を開始
- 1950年 - 法人に改組して株式会社出石本店とする
- 1970年 - 株式会社出石に社名変更
- 2002年 - ISO9001を認証取得
- 2009年 - ISO14001を認証取得
- 2019年 - 創業110周年を迎え、社名を「株式会社IZUSHI」に変更
- 2020年 - 中部支店内にコワーキングスペース『OSOTO刈谷』を開設